# 961 (číslo)
Devět set šedesát jedna je přirozené číslo. Římskými číslicemi se zapisuje CMLXI a řeckými číslicemi ϡξαʹ. Následuje po čísle devět set šedesát a předchází číslu devět set šedesát dva.

## Matematika
961 je:
- Deficientní číslo
- Složené číslo
- Nešťastné číslo
- Největší trojmístné čtvercové číslo
- Druhá mocnina čísla 31
- Součet tří po sobě jdoucích prvočísel (313 + 317 + 331)
- Součet pěti po sobě jdoucích prvočísel (181 + 191 + 193 + 197 + 199)

## Astronomie
- (961) Gunnie je planetka hlavního pásu, která byla objevena v roce 1921 Karlem Wilhelmem Reinmuthem

## Ostatní
- +961 je mezinárodní telefonní předvolba Libanonu

## Roky
- 961
- 961 př. n. l.